# أم الصبيع (امسيد)
أم الصبيع هي إحدى مشيخات المملكة المغربية، تتبع جغرافيا لإقليم طانطان وإداريًا لامسيد. يقدر عدد سكانها بـ 77 نسمة حسب الإحصاء الرسمي للسكان والسكنى لسنة 2004.